# Jean Guéhenno
Cet article concerne l'écrivain. Pour la commune, voir Guéhenno. Pour le diplomate, voir Jean-Marie Guéhenno.
Jean Guéhenno (pour l'état civil Marcel-Jules-Marie Guéhenno), né le 25 mars 1890 à Fougères (Ille-et-Vilaine) et mort le 22 septembre 1978 dans le 13e arrondissement de Paris, est un écrivain et critique littéraire français.
Marqué profondément par son enrôlement durant la Première Guerre mondiale, il est par la suite une des figures du pacifisme. Il participe à la mise en place des mouvements de jeunesse à la Libération.

## Biographie

### Enfance, famille, études
Fils de Jean-Marie Guéhenno, cordonnier, et de Jeanne Girou, piqueuse de chaussures, il naît à Fougères, alors petite ville industrielle de Bretagne. Son père étant gravement malade, il est contraint d’abandonner l’école à quatorze ans pour s’engager comme employé dans une usine de galoches, mais continue à étudier seul, après ses journées de travail.
Il réussit à obtenir le baccalauréat en 1907.
L'historien et membre de l'association « Les Amis de Jean Guéhenno » Florent Le Bot en fait l'une de ses sources pour son histoire industrielle de la chaussure en France.
Jean Guéhenno a raconté son enfance dans son livre Changer la vie, dans lequel il se remémore son enfance ouvrière, évoquant l’image de sa mère qui ne quittait guère de la journée sa machine à piquer, et la figure de son père, compagnon du Tour de France. Il reste profondément marqué par la pauvreté, voire la misère, dans laquelle la famille vivait.
La longue grève qui éclate à Fougères durant l’hiver 1906-1907 le marque pour toujours. Il écrit plus tard dans Changer la vie qu’elle « reste en moi comme la plus grande épreuve humaine à laquelle j’aie assisté ». Cette grève dure 98 jours : « C’était une affaire de pain, bien sûr, mais autant une affaire d’honneur, un dur combat ».
Son père Jean-Marie, qui avait fondé à Fougères un des premiers syndicats en France[réf. nécessaire], meurt en 1910.

### Première Guerre mondiale et carrière d'enseignant
À la mort de son père, il monte à Paris au lycée Louis-le-Grand grâce à une bourse d'externat. Jean Guéhenno passe avec succès en 1911 le concours d’entrée à l’École normale supérieure, mais la Première Guerre mondiale interrompt sa carrière universitaire.
Il est mobilisé au sein du 32e régiment d'infanterie, puis aux 135e et 77e régiments d'infanterie dans lesquels il sert comme officier.
Le 15 mars 1915, il est blessé grièvement d'une balle en plein front à Ypres, en Belgique. Il est décoré de la croix de guerre.
Cependant, il refuse d’être réformé et travaille à la censure postale de Lyon, puis dans un centre de rééducation d'officiers et de soldats devenus aveugles, à Tours.
La Jeunesse morte, achevé en 1920, est son premier ouvrage, roman autobiographique. « La Jeunesse morte » est également le titre d'un chapitre du Journal d'un homme de 40 ans (1934) dans lequel Jean Guéhenno ose « dire la seule chose qu'on n'ose jamais dire, parce qu'elle fait crier d'horreur les mères, les épouses, les enfants, les amis... Je dirai donc que cette mort innombrable fut inutile. Je dirai donc que j'ai conscience que mes amis sont morts pour rien. Douze millions de morts pour rien ». En 1968, dans « La Mort des autres », il parle encore de 14-18 comme de « cette grande erreur où nous avons gaspillé notre jeunesse et perdu nos amis ».
Guéhenno sort de la guerre avec cette conviction pacifiste qui le guidera par la suite.
Il se marie le 17 avril 1916 avec Jeanne Maurel, agrégée d’histoire et de géographie, avec qui il aura une fille, Louise (1922-2017).
En 1920, il est reçu troisième à l’agrégation de Lettres. Jean Guéhenno commence sa carrière de professeur de lettres au lycée de Douai, puis à celui de Lille où il inaugure la première khâgne. Puis il est nommé professeur de première supérieure au lycée Lakanal et, par la suite, aux lycées Henri-IV et Louis-le-Grand à Paris.
En juillet 1919, il signe la « Déclaration d’indépendance de l’esprit ».
En 1927, il signe, avec notamment Alain, Lucien Descaves, Louis Guilloux, Henry Poulaille, Jules Romains et Séverine, la pétition contre la loi sur l’organisation générale de la nation pour le temps de guerre, loi qui abroge, selon les signataires, toute indépendance intellectuelle et toute liberté d’opinion. Cette pétition paraît dans le numéro du 15 avril 1927 de la revue Europe.
Guéhenno devient justement directeur de publication de la revue Europe en 1929. Il assure cette fonction jusqu'en mai 1936. Sous sa responsabilité, la revue continue à être un acteur important de la vie culturelle et intellectuelle française, de nombreux écrivains d’horizons très divers pouvant s’y exprimer librement. Il quitte cette fonction en 1936, remplacé alors par Jean Cassou.
Il participe en 1930 au troisième cours universitaire de Davos, avec de nombreux autres intellectuels français et allemands.
Jeanne Guéhenno, son épouse, meurt de maladie le 24 avril 1933.
En 1935, il fonde l’hebdomadaire Vendredi. Il dirige cet hebdomadaire au service du Front populaire, qui se veut indépendant des pouvoirs financiers et des partis politiques, de 1935 à 1938.

### Seconde Guerre mondiale
Pendant l’Occupation, il s’engage dans la Résistance intellectuelle : membre fondateur du Comité national des écrivains et du groupe des Lettres françaises, il est proche de Jean Paulhan, Jacques Decour, Jean Blanzat, Édith Thomas.
Refusant de publier en se soumettant à la censure de l’Occupant, il commence une biographie de Jean-Jacques Rousseau. Sous le pseudonyme de « Cévennes », il donne un ouvrage aux Éditions de Minuit clandestines : Dans la prison.
À la rentrée de 1943-1944, le régime de Vichy le rétrograde en classe de 4e au lycée Buffon.

### Libération et Après-guerre
Après la Libération, Jean Guéhenno est nommé inspecteur général de l’Éducation nationale.
En 1944, le gouvernement provisoire le charge d’organiser la Direction de la Culture populaire et des Mouvements de jeunesse nouvellement créée au sein du Ministère de l'Éducation nationale, dont René Capitant est alors titulaire.
Reprenant des idées élaborées dans la clandestinité, il met en place avec Christiane Faure les premiers instructeurs d'animateurs de jeunesse. Avec André Philip et des responsables clandestins d'associations de jeunesse, de partis et de syndicats, il crée la République des jeunes. Cette association réfléchit à la transformation des maisons des jeunes du régime de Vichy en Maisons de la jeunesse et de la culture (MJC) affiliées aux mouvements d'Éducation populaire. En 1948, après la fusion de la Direction de la Culture populaire et des Mouvements de jeunesse avec la Direction de l'Éducation physique et des activités sportives, Guéhenno se rend compte qu'il n'aura pas suffisamment d'autonomie et démissionne de son poste.
À la suite de sa démission, il exerce son métier d’Inspecteur général de l’Éducation nationale, jusqu’en septembre 1961.
Le 20 décembre 1946, il épouse Annie Rospabé, résistante sauvée par un arrêt forcé du train qui l’emmenait vers les camps de la mort. Leur fils, Jean-Marie, naît en 1949.
Le 31 mars 1947, Jean Guéhenno reçoit la médaille de la Résistance.
En juin 1949, l’UNESCO le charge de parler de l’éducation populaire à la Conférence internationale de l’éducation des adultes à Elseneur.
Jean Guéhenno collabore au Figaro de 1944 à 1977 puis au journal Le Monde de 1977 à 1978 où il écrit ses derniers articles.

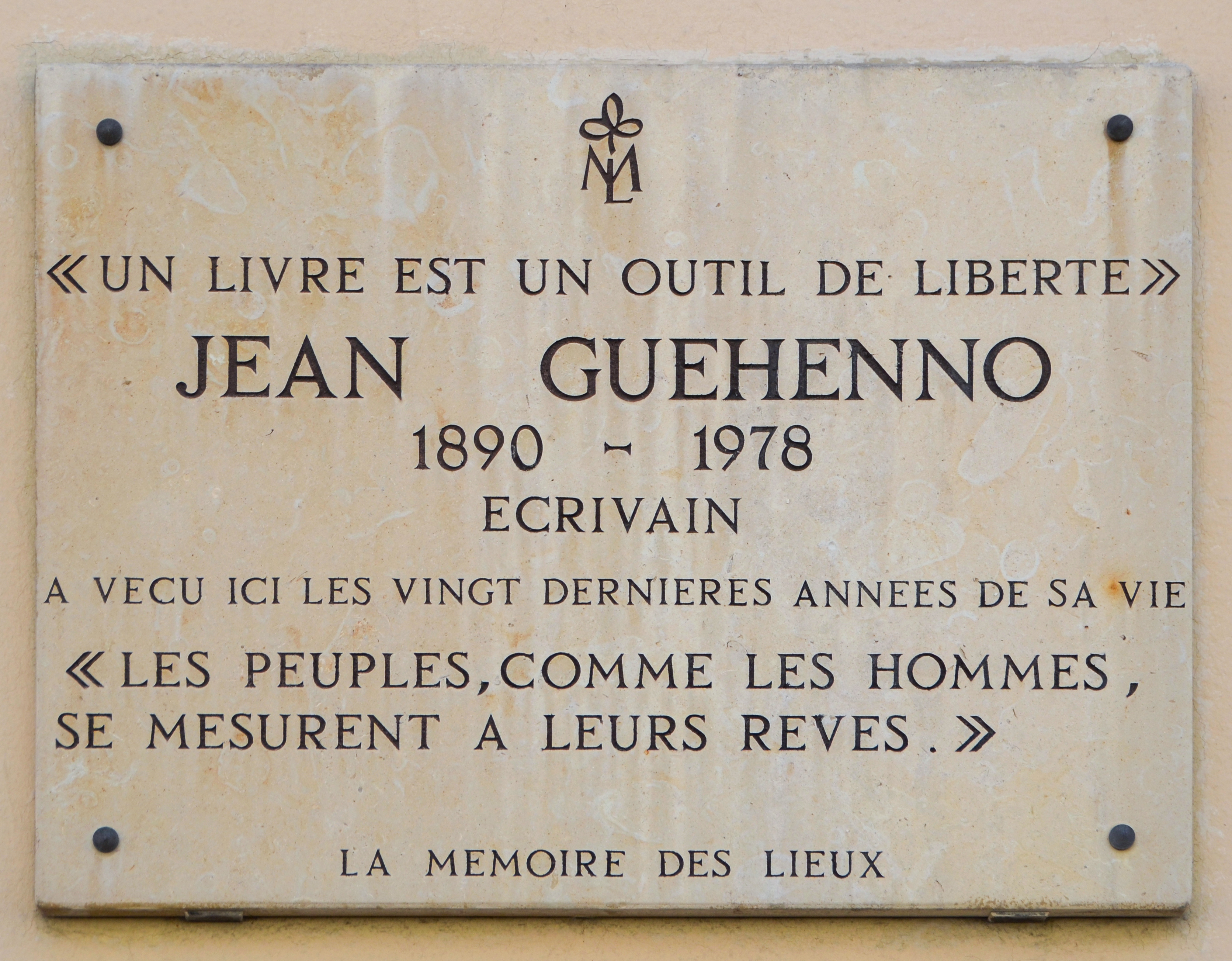
Paris, 35-37 rue Pierre Nicole. Plaque au domicile de Jean Guéhenno.

Jean Guéhenno est élu à l’Académie française le 25 janvier 1962 avec 15 voix au fauteuil d’Émile Henriot, et reçu le 6 décembre 1962 par Jacques Chastenet (c’était la première cérémonie de réception à se tenir dans l’Académie rénovée), suscitant cet hommage de François Mauriac dans son Bloc-notes : « Quelque mal que vous pensiez de l’Académie, dans une vie exemplaire comme celle de Guéhenno, elle apporte une consécration irremplaçable. Le petit ouvrier breton qui, par la puissance de son esprit et par sa persévérance, est devenu ce maître éminent, ce haut fonctionnaire, et surtout cet écrivain, dessine sous nos yeux une image d’Épinal où la Coupole doit apparaître dans la dernière case. »
Jean Guéhenno meurt à Paris le 22 septembre 1978. Ses cendres sont dispersées en mer au large des Sept-Îles, en Bretagne.

### Œuvre littéraire
Une partie de son œuvre est autobiographique : Journal d'un homme de 40 ans (1934), Journal des années noires, 1940-1944 (1947), Carnets du vieil écrivain (1971).
Il se consacre par ailleurs à la critique littéraire, en particulier à une étude approfondie de l’œuvre de Jean-Jacques Rousseau, à qui il consacre les livres suivants : Jean-Jacques en marge des « Confessions » (1948), Jean-Jacques : roman et vérité (1950), Jean-Jacques : grandeur et misère d’un esprit (1952). Ces trois volumes font l'objet en 1962 d'une nouvelle édition en deux tomes chez Gallimard (collection "Leurs Figures") sous le titre Jean-Jacques : histoire d’une conscience.
Il est par ailleurs l'auteur de nombreux autres ouvrages dans lesquels il propose un humanisme original, notamment L’Évangile éternel (1927), Caliban parle (1928), La Foi difficile (1957) et Caliban et Prospero (1969).
C’est à cet humanisme que ressortit son engagement politique entre les deux guerres.
On retrouve l’écho des préoccupations culturelles de Guéhenno dans Sur le chemin des hommes où il revient sur la querelle des humanités et sur l’éducation populaire.
En 1979, le recueil Entre le passé et l’avenir, rassemble des chroniques littéraires et politiques publiées initialement dans la Revue Europe.
L’œuvre de Jean Guéhenno a été récompensée par de nombreux prix : le Prix des Ambassadeurs en 1953, le Grand Prix de la Ville de Paris en 1955, le Prix Ève Delacroix en 1960, le Prix de la Littérature pour la Jeunesse en 1961 et le Prix mondial Cino-Del-Duca en 1973.

### Citations de Jean Guéhenno
Écrire est une « manière de vivre », c’est pour « apprendre aux hommes à espérer ». « L'orthographe est la politesse de la langue».
Le livre est un « outil de liberté » comme indiqué sur la plaque commémorative de la rue Pierre-Nicole à Paris, où habita Guéhenno.
« Nous aurions fait tout notre devoir de pédagogues, si nous avions donné aux jeunes gens quelques clés de la vie ; la curiosité est la principale, celle qui ouvre le plus de portes. » (Sur le chemin des Hommes, p. 137).

## Décorations
- Commandeur de la Légion d'honneur
- Grand officier de l'ordre national du Mérite [12]
- Croix de guerre 1914-1918
- Médaille de la Résistance française

## Œuvres

### Livres
- 1927 : L’Évangile éternel, Étude sur Michelet (Grasset)
- 1928 : Caliban parle (Grasset)
- 1931 : Conversion à l’humain (Grasset)
- 1931 : Simon Mondzain (Nouvelle Revue française)
- 1934 : Journal d'un homme de 40 ans (Grasset)
- 1936 : Jeunesse de la France (Grasset)
- 1939 : Voltaire, Bernard Palissy, Renan (en collaboration) (Gallimard)
- 1939 : Journal d’une “Révolution” 1937-1938 (Grasset)
- 1939 : Hommage à Dabit (en collaboration) (Nouvelle Revue française)
- 1944 : Dans la prison (sous le pseudonyme de Cévennes) (Minuit)
- 1945 : L’Université dans la Résistance et dans la France nouvelle (Office français d’édition)
- 1946 : La France dans le monde (La Liberté)
- 1947 : Journal des années noires (1940-1944) (Gallimard)
- 1948 : Jean-Jacques - En marge des “Confessions”. T.I. 1712-1750 (Grasset)
- 1949 : La part de la France (Le Mont-Blanc)
- 1950 : Jean-Jacques - Roman et vérité. T.II. 1750-1758 (Grasset)
- 1952 : Voyages : tournée américaine, tournée africaine (Gallimard)
- 1952 : Jean-Jacques - Grandeur et misère d'un esprit. T.III. 1758-1778 (Gallimard)
- 1954 : Aventures de l’esprit (Gallimard)
- 1954 : La France et les Noirs (Gallimard)
- 1957 : La foi difficile (Grasset)
- 1959 : Sur le chemin des hommes (Grasset)
- 1961 : Changer la vie, Mon enfance et ma jeunesse (Grasset)
- 1962 : Jean-Jacques - Histoire d'une conscience (Gallimard, coll. Leurs figures), nouvelle édition des trois volumes de sa biographie de J.-J. Rousseau (le premier volume reprend tes tomes I et II de 1948 et 1950, le second le tome III de 1952).
- 1964 : Ce que je crois (Grasset)
- 1968 : La mort des autres (Grasset)
- 1969 : Caliban et Prospero (Gallimard)
- 1971 : Carnets du vieil écrivain (Grasset)
- 1977 : Dernières lumières, derniers plaisirs (Grasset)

Posthumes
- Entre le passé et l'avenir, Grasset, 1978 (textes réunis par Annie Guéhenno)
- La Jeunesse morte, Éditions Claire Paulhan, 2008 (ce roman a été écrit entre décembre 1917 et octobre 1920),  (ISBN 978-2-912222-29-9)[13].
- Je vous écris d'Europe, L'OURS, 2019 (chroniques européennes publiées dans Le Figaro entre 1946 et 1977)

### Correspondance
- Correspondance François Mauriac-Jean Guéhenno, 1933-1970, Les Amis de Jean Guéhenno/ Les Amis de François Mauriac, 2018
- Correspondance Jean Grenier-Jean Guéhenno, 1927-1969, La Part commune, 2011
- Jean Guéhenno - Louis Guilloux,Correspondance (1927-1967), "Les Paradoxes d'une amitié", La Part Commune, 2010
- Correspondance Jean Paulhan-Jean Guéhenno, 1926-1968, Gallimard, 2002
- Jean Giono et Jean Guéhenno, Correspondance (1928-1969), Seghers, 1991
- L'Indépendance de l'esprit, correspondance entre Jean Guéhenno et Romain Rolland, 1919-1944, préf. André Malraux, Albin Michel, 1975
- Paul Langevin et Jean Guéhenno, Fonds Jean Guéhenno, Correspondance, Correspondance de Jean Guéhenno, Correspondance, Lettres reçues, Labarthe - Larmignat

## Hommages
- La Poste française a émis un timbre à son effigie le 26 mars 1990[14].
- Le lycée public de Fougères, où il est né, est nommé en son hommage[15].
- Les lycées professionnels de Vannes et Saint-Amand-Montrond portent son nom.
- Le lycée public de Flers porte également son nom.
- Le collège de Lambesc est nommé en son hommage.